# تيم فرايزر
تيم فرايزر (بالإنجليزية: Tim Frazier)‏ مواليد 1 نوفمبر 1990 في هيوستن، هو لاعب كرة سلة محترف أمريكي بدأ مسيرته الاحترافية في سنة 2014 يلعب مع فريق نيو أورلينز بيليكانز في الرابطة الوطنية لكرة السلة كلاعب هجوم خلفي ويحمل الرقم 2. يبلغ طوله 6 قدم 1 بوصة (1.9 م).

## فرق لعب لها
- فيلادلفيا سفنتي سيكسرز
- بورتلاند ترايل بلايزرز
- نيو أورلينز بيليكانز

## إحصائيات المسيرة

### الموسم الاعتيادي
| السنة   | الفريق                 | لعب | بدأ | دقيقة | ميداني% | ثلاثية | حرة  | ارتداد | صنع | استلاب | تصدي | نقطة |
| ------- | ---------------------- | --- | --- | ----- | ------- | ------ | ---- | ------ | --- | ------ | ---- | ---- |
| 2014–15 | فيلادلفيا سفنتي سيكسرز | 6   | 3   | 28.5  | .302    | .273   | .333 | 3.2    | 7.2 | 1.0    | .0   | 5.7  |
| 2014–15 | بورتلاند ترايل بلايزرز | 5   | 0   | 13.6  | .444    | .333   | .833 | 1.8    | 3.4 | .4     | .0   | 4.6  |
| 2015–16 | بورتلاند ترايل بلايزرز | 35  | 1   | 7.8   | .333    | .176   | .533 | 1.1    | 1.2 | .3     | .0   | 1.5  |
| 2015–16 | نيو أورلينز بيليكانز   | 16  | 1   | 29.3  | .450    | .419   | .763 | 4.4    | 7.5 | 1.4    | 0.1  | 13.1 |
| المسيرة |                        | 62  | 5   | 15.8  | .403    | .323   | .663 | 2.2    | 3.6 | .7     | .0   | 5.1  |

### التصفيات
| السنة   | الفريق                 | لعب | بدأ | دقيقة | ميداني% | ثلاثية | حرة  | ارتداد | صنع | استلاب | تصدي | نقطة |
| ------- | ---------------------- | --- | --- | ----- | ------- | ------ | ---- | ------ | --- | ------ | ---- | ---- |
| 2014–15 | بورتلاند ترايل بلايزرز | 2   | 0   | 1.5   | .000    | .000   | .000 | .0     | .0  | .0     | .0   | .0   |
| المسيرة |                        | 2   | 0   | 1.5   | .000    | .000   | .000 | .0     | .0  | .0     | .0   | .0   |

## روابط خارجية
- تيم فرايزر على موقع إن بي أي (الإنجليزية)
- تيم فرايزر على موقع سبورتس رفرنس (الإنجليزية)
- تيم فرايزر على موقع كرة السلة الأوروبية.كوم (الإنجليزية)
- تيم فرايزر على موقع إي إس بي إن.كوم (الإنجليزية)
- تيم فرايزر على موقع كلية كرة السلة في سبورتس رفرنس.كوم (الإنجليزية)
- تيم فرايزر على موقع ريلجم (الإنجليزية)
- تيم فرايزر على موقع بروبوليرز (الإنجليزية)
- تيم فرايزر على موقع سبورتس رفرنس (الإنجليزية)